# زرنيخيت

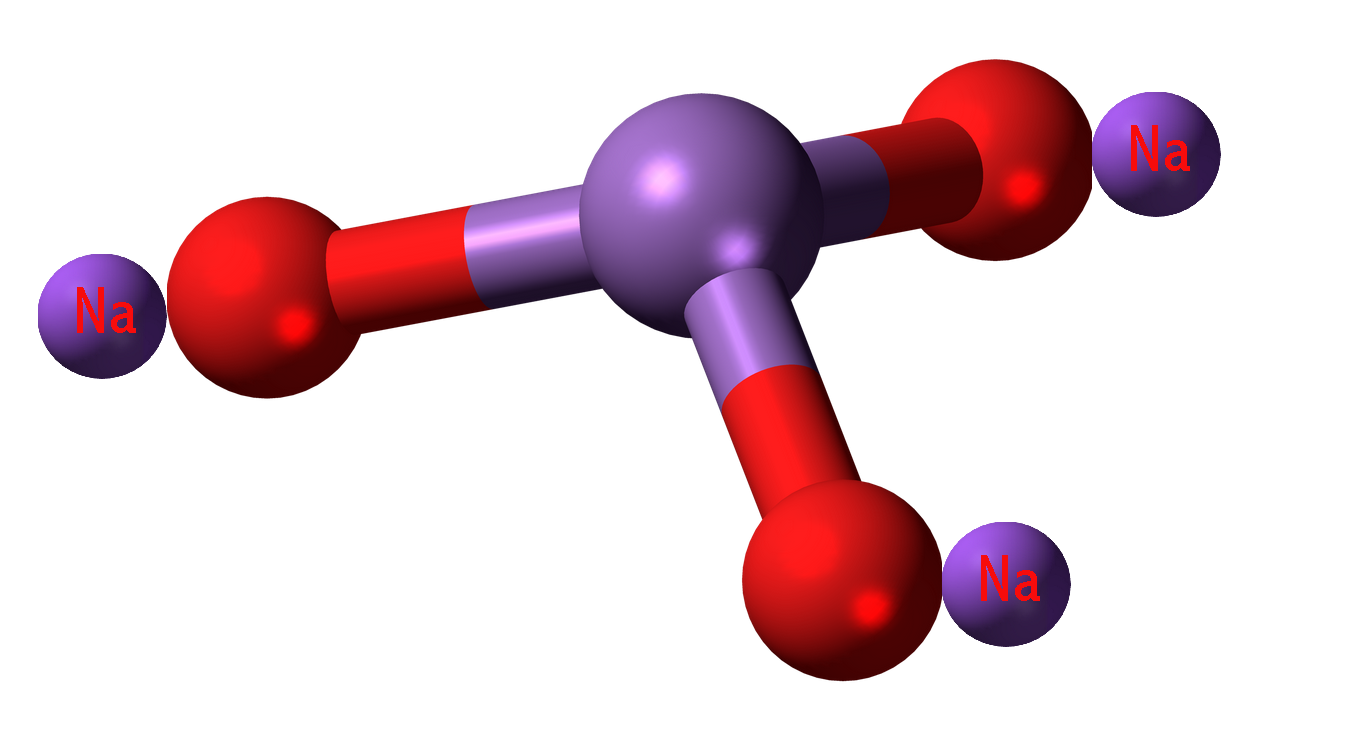
الزرنيخيت (Arsenite) أيون (شاردة)

الزرنيخيت (Arsenite) أيون (شاردة) حاوية على الزرنيخ عندما يكون في حالة أكسدة +3، وهي أملاح حمض الزرنيخوز، وتسمى المركبات الكيميائية الحاوية على هذا الأيون بالزرنيخيتات، كما يدعى هذا الأيون أيضاً باسم أورثو الزرنيخيت.  مثال على ذلك زرنيخيت البوتاسيوم وزرنيخيت الصوديوم الذي يتكون من سلسلة من وحدات −AsO2]n] والمستخدم في تفاعل إزاحة غاز الماء Water gas shift reaction وذلك لإزالة غاز ثنائي أكسيد الكربون الناتج. من الأمثلة الأخرى زرنيخيت الفضة Ag3AsO3 الذي يحوي الأيون 3−AsO3 ثلاثي الوجوه. 

## الزرنيخيت والبكتريا
أظهر فريق بحث أن بعض أنواع البكتريا، والتي تعيش في الينابيع الساخنة القلوية في بحيرة مونو Mono Lake في كاليفورنيا، تقوم باستهلاك الزرنيخيت (3-AsO3) بدلا من الماء في عملية التركيب الضوئي وتحوله إلى الزرنيخات (3-AsO4) كبديل عن غاز ثنائي أكسيد الكربون.
وجد العلماء في المختبر أن البكتريا تقوم باستخدام الزرنيخيت كمانح للإلكترونات Electron donor اللازمة لحدوث عملية التركيب الضوئي من خلال تفاعل أكسدة-اختزال.